# Förtjänstordnar
Förtjänstorden (engelska: Order of Merit) är en typ av orden som är en utmärkelse till belöning för långvarig tjänstgöring eller förtjänster.

## Ordnarmed namnet förtjänstorden
Nedan listas ordnar med namnet förtjänstorden.

### Existerande nationella ordnar
- Order of Merit of Antigua and Barbuda
- Order of Merit of the Bahamas
- Förtjänstorden (Kamerun)
- Order of Merit of the Police Forces, Kanada
- Förtjänstorden (Chile)
- Förtjänstorden, Samväldet
- Nationalförtjänstorden (Kuba)
- Egyptiska förtjänstorden
- Nationalförtjänstorden (Frankrike)
- Förbundsrepubliken Tysklands förtjänstorden
- Nationalförtjänstorden (Guinea)
- Ungerska förtjänstorden
- Italienska republikens förtjänstorden
- Förtjänstorden (Jamaica)
- Liechtensteinska förtjänstorden
- Förtjänstorden (Litauen)
- Luxemburgs förtjänstorden
- Malaysiska förtjänstorden
- Nationalförtjänstorden (Malta)
- Order pro merito Melitensi, Suveräna Malteserorden
- Nationalförtjänstorden (Mauretanien)
- Order of Work Merit (Moldavien)
- Nyzeeländska förtjänstorden
- Norska förtjänstorden
- Nationalförtjänstorden (Paraguay)
- Förtjänstorden (Peru)
- Republiken Polens förtjänstorden
- Portugisiska förtjänstorden
- Ordinul naţional "Pentru Merit", Rumänien
- Förtjänstorden (Qatar)
- Fäderneslandets förtjänstorden, Ryssland
- Förtjänstorden (Senegal)
- Förtjänstorden (Österrike)
- Förtjänstorden för jordbruk, fiske och livsmedel, Spanien
- Thailändska förtjänstorden
- Turkiska förtjänstorden
- Förtjänstorden (Ukraina)
- Legion of Merit, USA
- Österrikiska republikens förtjänstorden

### Nedlagda nationella ordnar
- Sankt Mikaels förtjänstorden, Bayern
- Patriotiska förtjänstorden, Östtyskland
- Pour le Mérite, Preussen, vanligtvis känd som 'Blauer Max'
- Civilförtjänstorden (Sachsen)
- Förtjänstorden (Waldeck)
- Indiska förtjänstorden (under det brittiska styret av Indien)

### Övrigt
- FIFA Order of Merit
- Olympic Order of Merit
- Order of Agricultural Merit, Quebec
- Saskatchewan Order of Merit
- Socialist Orders of Merit
- PDC Order of Merit